# Олтон (Илиноис)
Олтон (енгл. Alton) град је у америчкој савезној држави Илиноис. По попису становништва из 2010. у њему је живело 27.865 становника.

## Демографија
Према попису становништва из 2010. у граду је живело 27.865 становника, што је 2.631 (8,6%) становника мање него 2000. године.
| Група             | 2000.          | 2010.          |
| Белци             | 21.825 (71,6%) | 18.785 (67,4%) |
| Афроамериканци    | 7.538 (24,7%)  | 7.421 (26,6%)  |
| Азијати           | 115 (0,4%)     | 140 (0,5%)     |
| Хиспаноамериканци | 454 (1,5%)     | 536 (1,9%)     |
| Укупно            | 30.496         | 27.865         |